# Aphanistes flavigena
Aphanistes flavigena är en stekelart som först beskrevs av Günther Enderlein 1921.  Aphanistes flavigena ingår i släktet Aphanistes och familjen brokparasitsteklar. Inga underarter finns listade i Catalogue of Life.